# 平塚広義
平塚 広義（ひらつか ひろよし、旧字体：平󠄁塚󠄁 廣義、1875年9月2日 - 1948年1月26日）は、日本の内務官僚。1府3県の知事、台湾総督府総務長官、貴族院勅選議員などをつとめた。正三位勲二等、山形県士族。父は新庄藩士の平塚榮次郎、弟は蚕糸学者で文化功労者の平塚英吉、長男は俳優・著述家の九重京司（本名・平塚広雄）である。
「ヌラリクラリ党のエキスパート」と呼ばれ、政党色を明確にしない立場を保ちつつ政権交代の嵐の中でもたえず知事を続け、出世を繰り返していった。

## 来歴
- 1875年（明治8年）9月2日 - 山形県最上郡新庄小田島町（現在の同県新庄市小田島町）に生まれる[1]。やがて第二高等学校に進学する。
- 1902年（明治35年）3月 - 東京帝国大学法科大学政治科を卒業、内務省に入省する。三重県事務官・警察部長、新潟県事務官・警察部長、神奈川県事務官・警察部長、愛媛県・新潟県・兵庫県内務部長を歴任。
- 1916年（大正5年）6月2日 - 1922年（大正11年）10月16日 - 栃木県知事を務める。
- 1922年（大正11年）10月16日 - 1923年（大正12年）10月25日 - 長崎県知事を務める。
- 1923年（大正12年）10月25日 - 1925年（大正14年）9月16日 - 兵庫県知事を務める。在任中に甲子園球場が完成する。
- 1925年（大正14年）9月16日 - 1929年（昭和4年）7月5日 - 東京府知事を務める。
- 1932年（昭和7年）1月13日 - 1936年（昭和11年）9月2日 - 台湾総督府総務長官を務める。台湾拓殖副社長を兼務。
- 1939年（昭和14年）12月19日 - 貴族院勅選議員に勅任される。当時は正三位勲二等。
- 1947年（昭和22年）5月2日 - 貴族院廃止に伴い、貴族院議員を失職。
- 1947年（昭和22年）6月3日 - 参議院 全国選出議員選挙管理委員会委員および同委員長を辞任する。
- 1948年（昭和23年）1月26日 - 薨去。満72歳没。墓所は多磨霊園。

## 栄典
- 1920年（大正9年）11月1日 - 旭日中綬章[5]